# 布埃納文圖拉
布埃纳文图拉（西班牙語：Buenaventura）是哥伦比亚考卡山谷省的第二大城市、沿海港口城市，距離省会卡利116公里，始建於1540年7月14日。其名称在西班牙语中是“好运”的意思，是哥伦比亚在太平洋沿岸的主要港口。
根据2019年人口普查数据，布埃纳文图拉拥有人口432,385人。城市面積6,078平方公里，海拔高度7米，大部分城市开发位于卡斯卡哈尔岛（Isla Cascajal），城市面积相当于洛杉矶的大都市区，但大部分土地都是农村，到处都是分散的小村庄。杰拉尔多·托巴尔·洛佩斯机场为城市提供服务。
布埃纳文图拉在2017年被评为“美食之城”，是联合国教科文组织创意城市网络的一部分。

## 历史
布埃纳文图拉最初是由胡安·拉德里罗于1540年建立，作为安奇卡亚河沿岸的一个河港及由船只形成的港口。这座城市在十六世纪末被土著人烧毁。自那时以来，城市经历了各种困难和不确定因素，有时遭受袭击和火灾，有时由于自然条件等原因而无法最终巩固。
布埃纳文图拉在其第一个河流定居点建立大约300年后成为一个海港。1819年之后，布埃纳文图拉成为一个卡斯卡哈尔岛上的海港，1827年7月26日，共和国总统弗朗西斯科·德保拉·桑坦德尔将军批准的第389号法令确立了城市在法律上的地位。1927年3月7日的第1号法令批准于1927年7月26日庆祝布埃纳文图拉建市100周年。

### 19世纪
1833年7月18日，争取民族独立的Federico d'Croz上校开辟了布埃纳文图拉第一条铁路，该铁路将港口与卡利连接。
1836年3月27日的法令邀请人们开辟卡利至布埃纳文图拉的公路，同年5月24日的法令授予自然人或法人开辟这条公路的特权。

### 20世纪
布埃纳文图拉码头的建造工程于1916年开始。
1920年代，在卡利建造了国家宫的工程师Pablo Emilio Páez被委托在布埃纳文图拉湾上建造新古典主义酒店。该酒店于1925年开业。
从布埃纳文图拉到卡利的西蒙·玻利瓦尔公路于1926年开始建造，20年后由总统阿尔韦托·耶拉斯·卡马戈宣布启用。这条公路是旧公路，货物和人员通过这条公路运输，直至庞博公路建成。1927年，布埃纳文图拉桥正式启用。1928年，奥林匹亚电影院在泰坦尼克酒店所在的地方运营，与商业街上的大酒店融为一体。
1930年，已经不存在的伦敦银行率先在布埃纳文图拉建立。哥伦比亚银行从1932年开始营业，共和国银行从1934年开始营业。
1942年，教区牧师何塞·拉蒙·贝加拉诺·卡采多（José Ramón Bejarano Caicedo）博士为圣布埃纳文图拉大教堂举行了落成典礼，该教堂在1943年以5万比索的援助下进行了重建。5月27日，议会议员内斯托·乌尔班诺·特诺里奥（Néstor Urbano Tenorio）促成了布埃纳文图拉的第一所学校Pascual de Andagoya，由杰出的教育家迪亚兹·德尔卡斯蒂略（Díaz del Castillo）牧师开办。

## 地理
布埃纳文图拉位于安第斯山脉和省会卡利的主城区几英里处。它是世界上降雨最多的城市之一，年降雨量为6000-7000毫米。

### 气候
| 布埃纳文图拉机场   | 布埃纳文图拉机场 | 布埃纳文图拉机场 | 布埃纳文图拉机场 | 布埃纳文图拉机场 | 布埃纳文图拉机场 | 布埃纳文图拉机场 | 布埃纳文图拉机场 | 布埃纳文图拉机场 | 布埃纳文图拉机场 | 布埃纳文图拉机场 | 布埃纳文图拉机场 | 布埃纳文图拉机场 | 布埃纳文图拉机场 |
| 月份               | 1月              | 2月              | 3月              | 4月              | 5月              | 6月              | 7月              | 8月              | 9月              | 10月             | 11月             | 12月             | 全年             |
| ------------------ | ---------------- | ---------------- | ---------------- | ---------------- | ---------------- | ---------------- | ---------------- | ---------------- | ---------------- | ---------------- | ---------------- | ---------------- | ---------------- |
| 平均高温 °C（°F）  | 29.6 (85.3)      | 30.6 (87.1)      | 30.9 (87.6)      | 31.1 (88.0)      | 30.9 (87.6)      | 30.4 (86.7)      | 30.3 (86.5)      | 30.4 (86.7)      | 30.2 (86.4)      | 30.0 (86.0)      | 29.6 (85.3)      | 29.6 (85.3)      | 30.3 (86.5)      |
| 日均气温 °C（°F）  | 25.8 (78.4)      | 26.1 (79.0)      | 26.4 (79.5)      | 26.4 (79.5)      | 26.3 (79.3)      | 26.0 (78.8)      | 25.9 (78.6)      | 26.0 (78.8)      | 25.9 (78.6)      | 25.7 (78.3)      | 25.6 (78.1)      | 25.7 (78.3)      | 26.0 (78.8)      |
| 平均低温 °C（°F）  | 22.9 (73.2)      | 23.1 (73.6)      | 23.1 (73.6)      | 23.1 (73.6)      | 22.9 (73.2)      | 22.7 (72.9)      | 22.7 (72.9)      | 22.7 (72.9)      | 22.7 (72.9)      | 22.6 (72.7)      | 22.7 (72.9)      | 22.7 (72.9)      | 22.8 (73.1)      |
| 平均降雨量 mm（）  | 413.9 (16.30)    | 290.9 (11.45)    | 392.7 (15.46)    | 530.2 (20.87)    | 618.9 (24.37)    | 533.3 (21.00)    | 578.3 (22.77)    | 666.2 (26.23)    | 781.2 (30.76)    | 807.3 (31.78)    | 713.9 (28.11)    | 571.4 (22.50)    | 6,898.2 (271.6)  |
| 平均降雨天数       | 22               | 18               | 21               | 23               | 25               | 26               | 26               | 26               | 26               | 26               | 24               | 23               | 286              |
| 平均相對濕度（％） | 89               | 88               | 88               | 88               | 89               | 88               | 89               | 89               | 89               | 89               | 89               | 89               | 89               |
| 月均日照時數       | 86.8             | 87.5             | 96.1             | 105.0            | 99.2             | 99.0             | 114.7            | 124.0            | 93.0             | 99.2             | 87.0             | 86.8             | 1,178.3          |
| 日均日照時數       | 2.8              | 3.1              | 3.1              | 3.5              | 3.2              | 3.3              | 3.7              | 4.0              | 3.1              | 3.2              | 2.9              | 2.8              | 3.2              |
| 来源：             |                  |                  |                  |                  |                  |                  |                  |                  |                  |                  |                  |                  |                  |

## 经济
截至2017年，布埃纳文图拉港是哥伦比亚最大的港口，占该国进出口货物的60%，是拉丁美洲十大港口之一。由于其地理战略经济重要性和社会复杂性，在2007年第一届立法会议上被哥伦比亚国民议会指定为“港口和生物多样性特区”。

## 人口统计
| 布埃纳文图拉种族构成 | 布埃纳文图拉种族构成 | 布埃纳文图拉种族构成 | 布埃纳文图拉种族构成 | 布埃纳文图拉种族构成 |
| -------------------- | -------------------- | -------------------- | -------------------- | -------------------- |
|                      |                      |                      |                      |                      |
| 非裔哥伦比亚人       | 非裔哥伦比亚人       |                      | 85.25%               | 85.25%               |
| 梅斯蒂索人和白人     | 梅斯蒂索人和白人     |                      | 11.54%               | 11.54%               |
| 印第安人             | 印第安人             |                      | 1.52%                | 1.52%                |
| 雷扎尔人             | 雷扎尔人             |                      | 0.02%                | 0.02%                |
| 帕伦奎罗人           | 帕伦奎罗人           |                      | 0.01%                | 0.01%                |
| 罗姆人               | 罗姆人               |                      | 0.01%                | 0.01%                |
| 未回答               | 未回答               |                      | 1.66%                | 1.66%                |

截至2011年，该市受到高度贫困和暴力的影响，被认为是哥伦比亚可卡因贸易的中心。
根据2018年进行的人口普查，种族构成如下：非裔哥伦比亚人220,318人，占85.25%，白人和梅斯蒂索人29,825人，占11.54%，印第安人3,919人，占1.52%，雷扎尔人48人，占0.02%，帕伦奎罗人33人，占0.01%，罗姆人13人，占0.01%，未回答4,289人，占1.66%。

## 社会

### 治安
布埃纳文图拉是哥伦比亚全国谋杀率最高的城市之一，2006年谋杀案达到408起，为每10万人就有144人被杀，是波哥大的7倍多，是麦德林的4倍。哥伦比亚内战期间，这里成为一个重要的交战地。农村地区因战乱而流离失所的人们将这座城市视为避难所。据统计，自1998年至2007年期间，大约有42000名难民来到这里，其中大部分是非裔哥伦比亚人。
2008年至2010年间，该市报告的凶杀案数量翻了一番。2010年，布埃纳文图拉的谋杀率为每10万人175.2人，是纽约的24倍。为了打击暴力，哥伦比亚政府在该市最严重的地区设立了一支海军陆战队特种部队。2011年，反暴力行动似乎改善了犯罪指标，尽管哥伦比亚毒品战争在该市情况有所恶化。根据社区活动家维克多·雨果·维达尔（Victor Hugo Vidal）的说法：“如果你问当局，他们会告诉你这座城市更好——凶杀率正在大幅下降。但是对于住在这里的我们，在过去的10年里，没有任何变化”。

### 毒品
哥伦比亚是世界最大的可卡因生产国，也是世界可卡因贸易的中心，许多可卡因贩运者的基地设在布埃纳文图拉。
毒贩喜欢用集装箱运输毒品，因为把一个集装箱运到船上，几乎可以把它送到世界上任何地方，而且通常它被打开的风险很小。因此，其中所载的可卡因通过尽可能少的人手，减少了缉获和背叛的成本和风险。正是由于这个原因，集装箱港口历来是贩毒分子争夺地盘最激烈的地区之一。集装箱运输对毒贩来说是一项很好的业务，可以让他们在最大限度地提高利润的同时，将风险降到最低。
2020年6月9日，哥伦比亚警方在布埃纳文图拉港口的集装箱内查获了估计价值2.65亿美元的可卡因，大约4.9吨，被装在两个集装箱里。
毒品贩运长期以来助长了安第斯国家的内部武装冲突。安全人士称，左翼反叛组织民族解放军（ELN）、前哥伦比亚革命武装力量（FARC）游击队的异见人士（他们反对2016年的和平协议）以及犯罪团伙都从毒品贸易中赚钱。

## 交通

### 港口
布埃纳文图拉是南美洲大陆的主要港口之一，占哥伦比亚所有海洋进出口的近60%。然而，由于其战略地位，该市的经济一直受到帮派活动的阻碍，他们争夺该港口的控制权，使其成为哥伦比亚最贫困的城市之一。

### 公路

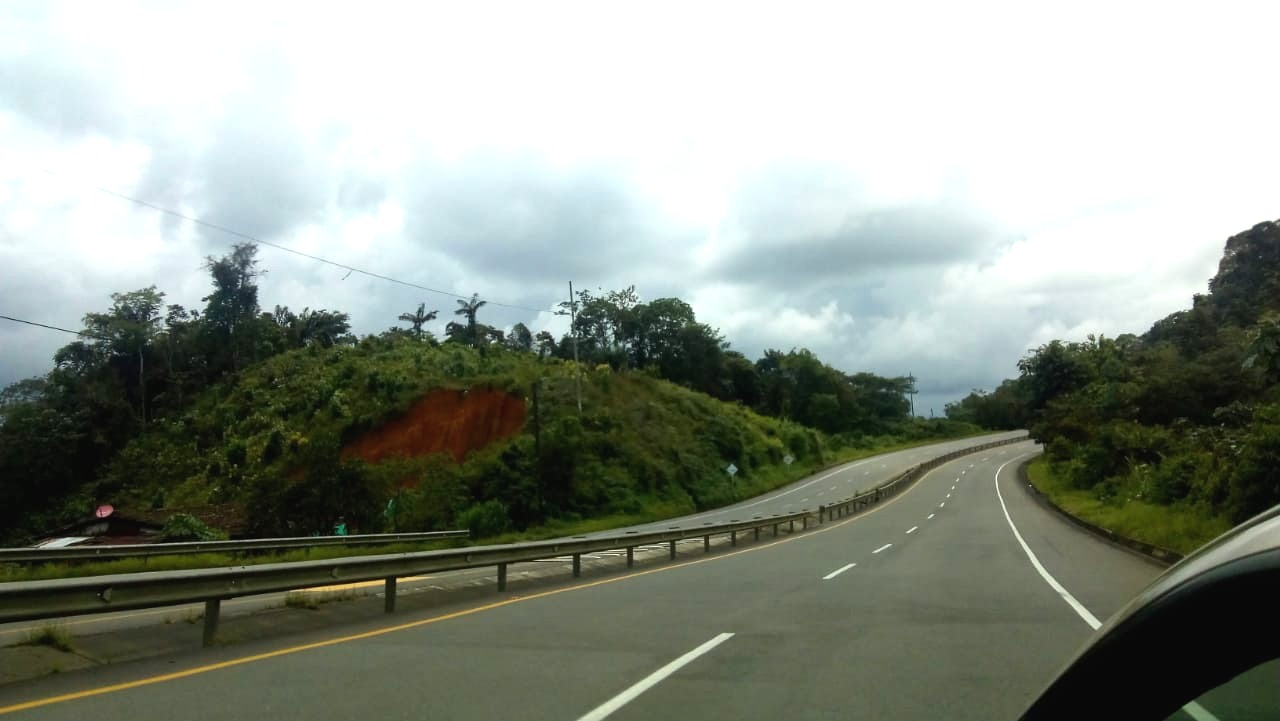
通往布埃纳文图拉的双车道公路

布埃纳文图拉距离省会卡利116公里，距离首都波哥大505公里。沿双车道公路驶向小镇Lobo Guerrero，再由岔路连接卡利或布加。而在布加可以继续通过双车道公路前往亚美尼亚城，麦德林和波哥大。

### 机场
杰拉尔多·托巴尔·洛佩斯机场服务于布埃纳文图拉，SATENA航空公司的飞往波哥大的航班需要1小时20分钟。

## 体育
布埃纳文图拉有过两支职业足球队，它们都曾参加乙级联赛，但都只有很短的时间。太平洋FC只存在于2010-2011赛季，而布埃纳文图拉竞技则在1991年至1995年间参加联赛。